# Дайан Кэрролл
Дайан Кэрролл (англ. Diahann Carroll [daɪˈæn ˈkæɹəl], урождённая Кэрол Дайан Джонсон (англ. Carol Diann Johnson); 17 июля 1935, Бронкс, Нью-Йорк, США — 4 октября 2019, Лос-Анджелес, Калифорния, США) — американская актриса и певица, чья карьера охватывает шесть десятилетий. Кэрролл появилась в ранних голливудских фильмах «Кармен Джонс» (1954) и «Порги и Бесс» (1959) с темнокожими актёрами на первом плане, а в 1962 году вошла в историю как первая чёрная женщина, ставшая лауреатом премии «Тони». Кэрролл с тех пор сыграла главную роль в ситкоме NBC «Джулия» (1968—1971), который стал первым телевизионным шоу, где афроамериканская женщина изображалась не стереотипно. С 1984 по 1987 год она играла Доминик Деверо в прайм-тайм мыльной опере ABC «Династия», тем самым став первой темнокожей актрисой в роли злодейки в прайм-тайм мыльной опере.
В 1975 году Кэрролл номинировалась на «Оскар» в категории Лучшая женская роль за заглавную роль в драме «Клодин». В общей сложности за свою карьеру она пять раз номинировалась на «Эмми», трижды на «Золотой глобус» (выиграв в 1969 году за «Джулия»), а также в 1990 году была удостоена именной звезды на голливудской «Аллее славы».

## Ранние годы
Кэрролл родилась в Бронксе (Нью-Йорк), выросла в Гарлеме. Будучи ребёнком она начала проявлять интерес к профессии артиста, занимаясь пением и танцами. Она окончила высшую школу актёрского мастерства в Манхэттене, а в восемнадцатилетнем возрасте дебютировала на телевидении, выступив в игровом шоу на ныне несуществующей сети DuMont и получив главный приз в размере тысячи долларов.

## Карьера

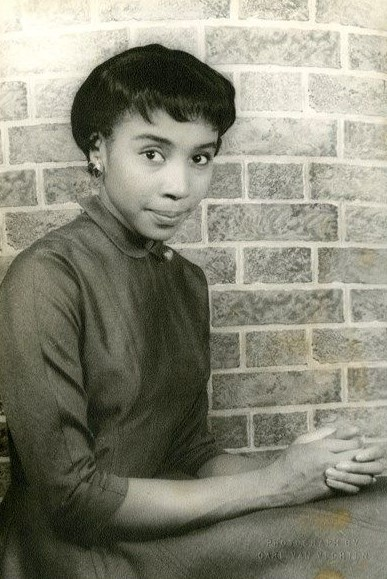
Кэрролл на фото Карла Ван Вехтена в 1955 году

В 1954 году Кэрролл дебютировала на большом экране с второстепенной ролью в мюзикле «Кармен Джонс» (1954), играя подругу героини Дороти Дэндридж. Одновременно с этим она дебютировала на бродвейской сцене, в мюзикле «Дом цветов». В 1959 году она снялась в музыкальном кинофильме «Порги и Бесс», однако её номера были дублированы оперной певицей Лоули Джин Норман. В 1961 году она снялась с Сидни Пуатье в фильме «Парижский блюз», а следующую роль на большом экране сыграла лишь шесть лет спустя, в драме «Поторопи закат». Тем временем Кэрролл достигла успеха на театральной сцене, став первой темнокожей актрисой, выигравшей премию «Тони» за главную роль в мюзикле No Strings. Тем не менее когда в Голливуде решили экранизировать мюзикл, Кэрролл было отказано в роли в пользу белой актрисы Нэнси Кван, из-за чего Национальная ассоциация содействия прогрессу цветного населения угрожала студии Warner Bros. бойкотировать фильм, вследствие чего он так и не был снят.
С 1968 по 1971 год Кэрролл исполняла главную роль в ситкоме NBC «Джулия», благодаря чему стала первой афроамериканской актрисой с собственным телешоу на американском телевидении, где в отличие от своих предшественников была главным персонажем, а не прислугой или горничной. Помимо этого роль в «Джулии» принесла ей «Золотой глобус» и номинацию на «Эмми» в 1969 году. В 1974 году, когда ситком завершился, Кэрролл вернулась к драматическим ролям, снимаясь в фильме «Клодин», за что была номинирована на «Оскар». Она тем самым стала лишь четвёртой темнокожей актрисой, номинированной на премию за лучшую женскую роль. Тем не менее с тех пор Кэрролл сыграла лишь несколько второстепенных ролей на большом экране, оставаясь активной на телевидении. В 1976 году она предприняла попытку возвращения на телевидение с собственным варьете-шоу на CBS, которое длилось лишь четыре эпизода.
В 1984 году Кэрролл присоединилась к актёрскому составу прайм-тайм мыльной оперы ABC «Династия», играя роль Доминик Деверо, сводной сестры персонажа Джона Форсайта, а также врага для Алексис (Джоан Коллинз). Кэрролл в интервью журналу People после дебюта в шоу заявила: «Я хочу быть первой чернокожей стервой на телевидении. Она дебютировала в шоу в 2 мая 1984 года, становясь первой темнокожей актрисой, играющей злодейку в прайм-тайм мыльной опере. В общей сложности она появилась в 72 эпизодах, прежде чем уйти из сериала в 1987 году. Кэрролл также сыграла свою роль в недолговечном спин-оффе «Династия 2: Семья Колби» на периодической основе в период 1985-86 годов.
С 1989 по 1993 год Кэрролл периодически появлялась в ситкоме «Другой мир», получая ещё одну номинацию на «Эмми». Её следующая роль была в синдицированном сериале «Одинокий голубь» (1994—1995). В 1996 году Кэрролл играла главную роль в канадском производстве мюзикла «Бульвар Сансет», а в 1997 году появилась в кинофильме «Пристанище Евы» с Дебби Морган и Джерни Смоллетт. В последующие годы Кэрролл продолжала карьеру на сцене, а на экране периодически появлялась в сериалах «Половинка и половинка», «Сильное лекарство», «Пища для души» и «Анатомия страсти», за роль в последнем номинируясь на «Эмми». С 2009 по 2014 год Кэрролл также периодически появлялась в сериале USA Network «Белый воротничок».

## Личная жизнь
Кэрролл четырежды была замужем, родив в 1960 году от первого супруга дочь. В 1960-е актриса была обручена с Сидни Пуатье, но до свадьбы дело так и не дошло. Дайан Кэрролл прошла успешный курс лечения от рака молочной железы, став после этого активистом в борьбе с этой болезнью.